# 2-й парашутний корпус (Третій Рейх)
2-й парашу́тний ко́рпус (нім. II. Fallschirm-Korps) — парашутний корпус, об'єднання в складі повітрянодесантних військ нацистської Німеччини, що брав участь у бойових діях за часів Другої світової війни.

## Склад корпусу
| Бойовий склад 2-го пдк | |
| Постійні               | |
| 1944                   | - штаб корпусу; - 12-те десантне артилерійське командування (Fallschirm-Artillerie-Kommandeur 12); - 2-й корпусний батальйон зв'язку ВПС (Korps-Nachrichten-Abteilung 2 der Luftwaffe); - 2-й розвідувальний батальйон корпусу ВПС (Korps-Aufklärungs-Abteilung 2 der Luftwaffe); - 2-й артилерійський полк корпусу ВПС (Korps-Artillerie-Regiment 2 der Luftwaffe); - дивізіон штурмових гармат ВПС (Sturmgeschütz-Abteilung 2 der Luftwaffe); - 2-й десантний зенітно-артилерійський полк (Fallschirm-Flak-Regiment 2); - корпусне командування підтримки (Kommandeur der Nachschubeinheiten II. Fallschirm-Korps). |
| Непостійні             | |
| 12 червня 1944         | - 17-та танково-гренадерська дивізія СС «Гьотц фон Берліхінген» (17. SS-Panzergrenadier-Division «Götz von Berlichingen»); - 275-та піхотна дивізія (275. Infanterie-Division); - 352-га піхотна дивізія (352. Infanterie-Division); - 3-тя парашутна дивізія (3. Fallschirmjäger-Division) |
| 17 липня 1944          | - 266-та піхотна дивізія (266. Infanterie-Division); - 352-га піхотна дивізія; - 3-тя парашутна дивізія |
| 31 серпня 1944         | - 3-тя парашутна дивізія; - 5-та парашутна дивізія (5. Fallschirmjäger-Division); - 89-та піхотна дивізія (89. Infanterie-Division); - 276-та піхотна дивізія (276. Infanterie-Division); - 277-ма піхотна дивізія (277. Infanterie-Division); - 326-та піхотна дивізія (326. Infanterie-Division); - 708-ма піхотна дивізія (708. Infanterie-Division) |
| 13 жовтня 1944         | - 84-та піхотна дивізія (84. Infanterie-Division); - 190-та піхотна дивізія (190. Infanterie-Division); - 406-те дивізійне командування особливого призначення (406. Divisionskommando Z.B.V.); |
| 31 грудня 1944         | - 606-та піхотна дивізія (606. Infanterie-Division); |
| 19 лютого 1945         | - 8-ма парашутна дивізія (8. Fallschirmjäger-Division); - 190-та піхотна дивізія. |
| 12 квітня 1945         | - 7-ма парашутна дивізія (7. Fallschirmjäger-Division); - 8-ма парашутна дивізія; - 245-та піхотна дивізія (245. Infanterie-Division). |

## Райони бойових дій
- Франція (листопад 1943 — серпень 1944);
- Нідерланди (жовтень — листопад 1944);
- Німеччина (грудень 1944 — травень 1945).

## Командири корпусу
- генерал парашутних військ Ойген Майндль (5 листопада 1943 — до кінця війни).